# Književnost u 1628.
◄◄ | ◄ | 1625. | 1626. | 1627. | 1628.  | 1629. | 1630. | 1631. | ► | ►►
Arhitektura • Astronomija • Glazba • Kazalište • Kiparstvo • Knjige • Književnost • Kršćanstvo • Medicina • Politika • Pravo • Promet • Slikarstvo • Znanost
Književnost u 1628.

## Svijet

### Rođenja
- Charles Perrault

## Vanjske poveznice
|  | Zajednički poslužitelj ima još gradiva o temi Književnost u 1628. |